# 高吾北広域町村事務組合

高吾北広域町村事務組合

高吾北広域町村事務組合（こうごほくこういきちょうそんじむくみあい）は、高知県高岡郡佐川町、同郡越知町、吾川郡仁淀川町により構成される一部事務組合（特別地方公共団体）である。

## 概要
愛称であるSONIA（ソニア）は、各町村の頭文字を取って付けられた。1964年（昭和39年）に発足し、消防、ごみ処理等を実施するほか、財団法人SONIA広域協議会を設立するなど、仁淀川流域の中山間地域である五町村の振興のために活動している。

## 歴史

### 年表
- 昭和39年1月 - 一部事務組合（高吾北し尿処理組合）として発足
- 昭和41年10月 - し尿処理場を運営開始（現・高吾北衛生センター）
- 昭和48年4月 - 高吾北消防本部を運営開始
- 昭和50年1月 - ごみ処理場を運営開始（現・高吾北清掃センター）
- 昭和50年4月 - 特別養護老人ホーム「春日荘」を運営開始
- 昭和53年2月 - 火葬場「高吾苑」を運営開始
- 昭和55年4月 - 養護老人ホーム「五葉荘」運営開始
- 昭和58年4月 - 特別養護老人ホーム「五葉荘」運営開始
- 昭和63年4月 - 特別養護老人ホーム「もみじ荘」、障害者支援施設「湖水園」運営開始
- 平成6年4月 - 特別養護老人ホーム「あがわ荘」運営開始
- 平成7年4月 - ふるさと市町村圏の指定を受け、高吾北広域市町村圏を設置
- 平成11年10月 - 介護認定審査会を設置
- 平成18年6月 - 市町村審査会を設置
- 平成26年10月 - 特定相談支援事業及び障害児相談支援事業運営開始

### 合併協議会
構成する町村の合併に関して、2002年（平成14年）10月に法定合併協議会として高吾北地域合併協議会（会長：佐川町長）を設立したが、その後越知町の離脱表明などを受けて、2003年（平成15年）12月に解散した。

## 消防本部

### 所在地
- 消防本部・消防署-高知県高岡郡越知町越知甲3105番地3
  - 仁淀川分署-高知県吾川郡仁淀川町大崎490番地6

### 組織
- 消防本部
  - 総務係
  - 予防係
  - 警防係
- 消防署
  - 分署

### 装備
- 普通消防ポンプ車-2
- 救助工作車-1
- 高規格救急車-2
- 指令車-3
- 防火広報車-2
- 水槽車-1
- 予備救急車-1
- 支援車-2
- 救急普及啓発広報車-1
- タンク車-1